# Zoran Vulić
Zoran Vulić (* 4. Oktober 1961 in Split) ist ein ehemaliger jugoslawischer und kroatischer Fußballspieler sowie Fußballtrainer.

## Spielerkarriere

### Verein
Der vielseitige Abwehrspieler Vulić begann seine Profikarriere in der Spielzeit 1978/79 bei Hajduk Split in der ersten jugoslawischen Liga. In den folgenden Jahren wurde er dort zwei Mal jugoslawischer Pokalsieger und spielte 1983/84 mit Hajduk im Halbfinale des UEFA-Pokals.
1988 wechselte er in die zweite spanische Liga zu RCD Mallorca, wo der Aufstieg in die erste Liga Spaniens gelang. Nach zwei Spielzeiten in der ersten Liga wechselte Vulić 1991 in die erste französische Liga zum FC Nantes, in dessen Mannschaft er 1993 im französischen Pokalfinale eine Rote Karte sah und Paris Saint-Germain unterlag.
Anschließend kehrte er zurück zu seinem Heimatverein Hajduk, der inzwischen in der ersten kroatischen Liga spielte und beendete dort seine Spielerkarriere nach dem Gewinn des Doubles im Sommer 1995.

### Nationalmannschaft
Für die jugoslawische Fußballnationalmannschaft debütierte Vulić am 30. April 1986 im Testspiel in Brasilien. Bei der Fußball-Weltmeisterschaft 1990 wurde er vier Mal eingesetzt, u. a. beim 1:4 in der Vorrunde gegen Deutschland und beim Ausscheiden im Elfmeterschießen gegen Argentinien im Viertelfinale.
Insgesamt spielte Vulić 25 Mal für Jugoslawien und erzielte dabei ein Tor (in seinem letzten Spiel am 16. Mai 1991 gegen die färöische Nationalmannschaft).
Für die kroatische Fußballnationalmannschaft spielte Vulić in deren Debüt nach der Unabhängigkeitserklärung am 17. Oktober 1990 gegen die USA und in zwei weiteren Spielen in den Jahren 1991 und 1993.

### Erfolge
- Jugoslawischer Pokalsieger 1984 und 1987
- Kroatischer Meister 1994 und 1995
- Kroatischer Pokalsieger 1995

## Trainerkarriere
Am Ende der Spielzeit 1997/98 übernahm der frühere Kapitän Hajduks als Übergangslösung zum ersten Mal die Verantwortung auf der Trainerbank. Im August 2000 wurde er zum zweiten Male Trainer der ersten Mannschaft und holte im darauf folgenden Sommer den kroatischen Meistertitel. Während seines dritten Engagements bei den „Weißen“ vom Sommer 2002 bis zum Frühjahr 2004 wurde er 2003 kroatischer Pokalsieger und wurde 2004 drei Spieltage vor Schluss entlassen und sein Nachfolger holte dann erneut den Meistertitel.
In der Saison 2006/07 war er bis zu seiner Entlassung am 10. April 2007 zum vierten Male als Trainer Hajduks beschäftigt.
Außerdem war Vulić bei der EURO 2004 Co-Trainer an der Seite von Otto Barić und trainierte 2008 Lutsch-Energija Wladiwostok in der russischen Premjer-Liga.
Seit dem 28. Februar 2010 ist er bei NK Istra 1961 hauptverantwortlicher Trainer.